# Saropogon bryanti
Saropogon bryanti är en tvåvingeart som beskrevs av Wilcox 1966. Saropogon bryanti ingår i släktet Saropogon och familjen rovflugor. Inga underarter finns listade i Catalogue of Life.